# Тьєрський мур
Тьєрський міський мур (фр. enceinte de Thiers) — оборонна фортечна стіна, зведена навколо Парижа між 1841 і 1844 роками за пропозицією прем'єр-міністра Адольфа Тьєра. Останній з семи міських мурів, що існували в історії французької столиці.
Міський мур оперізував усю столицю. Він був зведений по лінії, що проходить нині в проміжку між бульварами Маршалів (фр. boulevards des Maréchaux) і паризької кільцевою дорогою «периферік». Прилегла до нього територія не підлягала забудові, але стала місцем виникнення бідонвілів у міжвоєнний час.
Був розібраний між 1919 і 1929 роками.

## Опис
Міський мур призначався для оборони території загальною площею 78,02 км² і був завдовжки понад 33 км, тобто містив територію сучасної міської комуни Парижа. Фортечна лінія оперізувала місто прямими лініями, на зразок великого неправильного чотирикутника, і складалася з вулиці, яку прозвали «військовою» (майбутніх бульварів Маршалів), валу, рову і гласісу; товщина стін сягала 3,5 м, висота до 10 м; височів над сухим ровом, шириною 15-20 м. В народі отримав назву «фортіф» (fortif', від фр. fortification) і складалася з:
- 95 бастіонів;
- 17 застав (воріт міста, перетинів з основними дорогами);
- 23 бар'єрів (перетинів з другорядними дорогами),
- 8 проходів для ліній залізниць;
- 5 проходів для річкових потоків або каналів;
- 8 потайних дверей.

Частина з цих проходів (тих, що існували або були розібрані) були відображені в назвах деяких станцій Паризького метрополітену, які були кінцевими у різні роки.